# Associazione Femminile Calcio Computer Point Lucca 7 2002-2003
Questa voce raccoglie le informazioni riguardanti l'Associazione Femminile Calcio Computer Point Lucca 7 nelle competizioni ufficiali della stagione 2002-2003.

## Divise e sponsor
Lo sponsor principale era la catena di vendita di prodotti informatici in franchising Computer Point.

## Organigramma societario
Area tecnica
- Allenatore: Renzo Bergamo (dalla 1ª alla 7ª giornata)
- Allenatore: Maurizio Morgia (dall'8ª alla 26ª giornata)
- Preparatore atletico: Carlo Nassani

## Rosa
Rosa ricavata dalle convocate a inizio campionato, lista integrata dai tabellini dei singoli incontri
| N. |                   | Ruolo | Calciatore           |
| -- | ----------------- | ----- | -------------------- |
|    | Italia (bandiera) | P     | Aldegonda Pitanti    |
|    | Italia (bandiera) | P     | Margherita Giuffrida |
|    | Italia (bandiera) | D     | Elena Bruno          |
|    | Italia (bandiera) | D     | Elisa Della Rosa     |
|    | Italia (bandiera) | D     | Jessica Frollani     |
|    | Italia (bandiera) | D     | Michela Iacomini     |
|    | Italia (bandiera) | D     | Elisa Passaglia      |
|    | Italia (bandiera) | D     | Leslie Zamora        |
|    | Italia (bandiera) | D     | Ivana Stampeggi      |
|    | Italia (bandiera) | C     | Dalia Alberti        |
|    | Italia (bandiera) | C     | Ilona Benenati       |
|    | Italia (bandiera) | C     | Camilla Bini         |
|    | Italia (bandiera) | C     | Valentina Cei        |
|    | Italia (bandiera) | C     | Vittoria Maria Gaina |

| N. |                   | Ruolo | Calciatore             |
| -- | ----------------- | ----- | ---------------------- |
|    | Italia (bandiera) | C     | Barbara La Monica      |
|    | Italia (bandiera) | C     | Elisabet "Betty" Spina |
|    | Italia (bandiera) | A     | Nadia Biancalana       |
|    | Italia (bandiera) | A     | Francesca Ferrari      |
|    | Italia (bandiera) | A     | Silvia Fiorini         |
|    | Italia (bandiera) | A     | Silvia Fuselli         |
|    | Italia (bandiera) | A     | Sara Marenco           |
|    | Italia (bandiera) | ?     | ?. Chioccetti          |
|    | Italia (bandiera) | ?     | ?. D'Alascio           |
|    | Italia (bandiera) | ?     | ?. Liponi              |
|    | Italia (bandiera) | ?     | ?. Profeti             |
|    | Italia (bandiera) | ?     | Francesca Ragoni       |
|    | Italia (bandiera) | ?     | ?. Sardi               |

## Calciomercato

### Sessione estiva
| Acquisti | Acquisti         | Acquisti     | Acquisti   |
| R.       | Nome             | da           | Modalità   |
| -------- | ---------------- | ------------ | ---------- |
| D        | Michela Iacomini | Agliana      | svincolata |
| C        | Elisabet Spina   | Rapid Lugano | svincolata |
| A        | Sara Marenco     | Vecchiano    | svincolata |

| Cessioni | Cessioni | Cessioni | Cessioni |
| R.       | Nome     | a        | Modalità |
| -------- | -------- | -------- | -------- |
|          |          |          |          |

## Risultati

### Serie A

#### Girone di andata
| Arbitro: | Riina Maud (Catania) |

|                      |           |                         |
| Buttaccio Tardio 74’ | Marcatori | 59’ Fuselli 65’ Fiorini |

| Arbitro: | Vitulano (Livorno) |

|             |           |                                                   |
| Fuselli 52’ | Marcatori | 14’, 28’ Boni 53’ Motta 78’ Battistoli 86’ Pasqui |

| Arbitro: | Scilla (Verona) |

|             |           |             |
| Bigazzi 21’ | Marcatori | 80’ Ferrari |

| Arbitro: | Lazzaretto (Schio) |

|  |           |                            |
|  | Marcatori | 44’ Brumana 55’, 65’ Ricco |

| 26 ottobre 2002, ore 15:30 CEST 5ª giornata | Torino | 2 – 2 | Lucca 7 |  |

| Lucca 2 novembre 2002, ore 14:30 CET 6ª giornata                         | Lucca 7   | 0 – 3 referto                          | Agliana |  |
| \| \| \| \| \| \| Marcatori \| 23’ Ciardelli 27’ Cuccu 28’ (aut.) ??? \| |           |                                        |         |  |
|                                                                          |           |                                        |         |  |
|                                                                          | Marcatori | 23’ Ciardelli 27’ Cuccu 28’ (aut.) ??? |         |  |

| Roma 9 novembre 2002, ore 15:00 CET 7ª giornata | Enterprise Lazio | 3 – 0 | Lucca 7 |  |

| 16 novembre 2002, ore 14:30 CEST 8ª giornata | Lucca 7 | 0 – 4 | Fiammamonza |  |

| 23 novembre 2002, ore 15:00 CET 9ª giornata | Foroni Verona | 7 – 0 | Lucca 7 |  |

| Arbitro: | Lenzi (Livorno) |

|                                   |           |                            |
| Biancalana 20’ Fiorini 42’ (rig.) | Marcatori | 62’ (rig.), 75’ Gabbiadini |

| Lucca 7 dicembre 2002, ore 14:30 CET 11ª giornata      | Lucca 7   | 2 – 0 referto | Letti Cosatto Tavagnacco | Campo sportivo di San Concordio |
| \| \| \| \| \| Fiorini 18’ Bini 56’ \| Marcatori \| \| |           |               |                          |                                 |
|                                                        |           |               |                          |                                 |
| Fiorini 18’ Bini 56’                                   | Marcatori |               |                          |                                 |

| 14 dicembre 2002, ore 14:30 CET 12ª giornata                     | ACF Milan | 2 – 0 referto | Lucca 7 |  |
| \| \| \| \| \| Ulivi 46’ Ferracini 55’ (rig.) \| Marcatori \| \| |           |               |         |  |
|                                                                  |           |               |         |  |
| Ulivi 46’ Ferracini 55’ (rig.)                                   | Marcatori |               |         |  |

| Arbitro: | Cuscito (Firenze) |

|             |           |                                                     |
| Fiorini 13’ | Marcatori | 11’, 18’, 58’, 67’ Parejo 39’ Pintus 88’ Colasuonno |

#### Girone di ritorno
| 11 gennaio 2003, ore 14:30 CET 14ª giornata | Lucca 7 | 3 – 2 | Ludos Palermo |  |

| Arbitro: | Rinaldi (Milano) |

|                                                                                  |           |  |
| Boni 1’, 37’ Pasqui 10’, 75’ Formisano 19’ Tuttino 30’ De Stefano 35’ Zangao 67’ | Marcatori |  |

| Arbitro: | Pinzani |

|  |           |           |
|  | Marcatori | 38’ Colzi |

| Arbitro: | Avellano (Busto Arsizio) |

|             |           |                              |
| Brumana 31’ | Marcatori | 13’ Fuselli 30’, 77’ Fiorini |

| Lucca 8 febbraio 2003, ore 14:30 CET 18ª giornata | Lucca 7     | 0 – 2 (a tav.) | Torino | Campo sportivo di San Concordio\| Arbitro: \| Turi (Pisa) \| |
| Arbitro:                                          | Turi (Pisa) |                |        |                                                              |

| Agliana 22 febbraio 2003, ore 14:30 CET 19ª giornata                                           | Agliana   | 1 – 3 referto                                | Lucca 7 | Campo sportivo Barontini - Sussidiario |
| \| \| \| \| \| Di Costanzo 70’ \| Marcatori \| 29’ Fuselli 37’ (rig.) Fiorini 2t’ La Monica \| |           |                                              |         |                                        |
|                                                                                                |           |                                              |         |                                        |
| Di Costanzo 70’                                                                                | Marcatori | 29’ Fuselli 37’ (rig.) Fiorini 2t’ La Monica |         |                                        |

| Arbitro: | Vitulano (Livorno) |

|  |           |                                        |
|  | Marcatori | 49’, 70’ Panico 52’ Zorri 74’ Lattanzi |

| Arbitro: | Granella (Nichelino) |

|                                                               |           |  |
| Costanzo 15’ Deiana 54’ Novelli 60’ Miranda 65’ Domingues 66’ | Marcatori |  |

| 5 aprile 2003, ore 15:00 CEST 23ª giornata                                           | Bergamo R | 3 – 1 referto | Lucca 7 |  |
| \| \| \| \| \| Ravasio 10’ Crosina 40’ Gabbiadini 52’ \| Marcatori \| 85’ Fiorini \| |           |               |         |  |
|                                                                                      |           |               |         |  |
| Ravasio 10’ Crosina 40’ Gabbiadini 52’                                               | Marcatori | 85’ Fiorini   |         |  |

| Arbitro: | Bersan (Maniago) |

|                                                                    |           |             |
| José 30’, 40’, 75’ Degrassi 47’ Lavia 50’ Bucovaz 55’ Di Fonzo 86’ | Marcatori | 70’ Fuselli |

| 3 maggio 2003, ore 16:00 CEST 25ª giornata                                               | Lucca 7   | 3 – 3 referto               | ACF Milan |  |
| \| \| \| \| \| Fiorini 17’, 39’ Bruno 89’ \| Marcatori \| 23’ Ulivi 38’, 77’ Zambetta \| |           |                             |           |  |
|                                                                                          |           |                             |           |  |
| Fiorini 17’, 39’ Bruno 89’                                                               | Marcatori | 23’ Ulivi 38’, 77’ Zambetta |           |  |

| Arbitro: | Calvo (Cagliari) |

|                                                                                         |           |  |
| Conti 22’, 40’ Parejo 31’, 67’, 72’, 74’, 90’ Colasuonno 55’ Deiana 76’, 86’ Ceroni 88’ | Marcatori |  |

### Coppa Italia
| 21 dicembre 2002 Terza fase | Olimpica Corigliano | 0 – 3 | Lucca 7 |  |

| 15 febbraio 2003 Ottavi di finale - Andata | Sporting Casalnuovo | 2 – 1 | Lucca 7 |  |

| 2003 Ottavi di finale - Ritorno | Lucca 7 | 0 – 3 | Sporting Casalnuovo |  |

## Statistiche

### Statistiche di squadra
| Competizione | Punti | In casa | In casa | In casa | In casa | In casa | In casa | In trasferta | In trasferta | In trasferta | In trasferta | In trasferta | In trasferta | Totale | Totale | Totale | Totale | Totale | Totale | DR  |
| Competizione | Punti | G       | V       | N       | P       | Gf      | Gs      | G            | V            | N            | P            | Gf           | Gs           | G      | V      | N      | P      | Gf     | Gs     | DR  |
| ------------ | ----- | ------- | ------- | ------- | ------- | ------- | ------- | ------------ | ------------ | ------------ | ------------ | ------------ | ------------ | ------ | ------ | ------ | ------ | ------ | ------ | --- |
| Serie A      | 19    | 13      | -       | -       | -       | -       | -       | 13           | -            | -            | -            | -            | -            | 26     | 5      | 4      | 17     | 25     | 88     | -63 |
| Coppa Italia | -     | 1       | 0       | 0       | 1       | 0       | 3       | 2            | 1            | 0            | 1            | 4            | 2            | 3      | 1      | 0      | 2      | 4      | 5      | -1  |
| Totale       | -     | 14      | -       | -       | -       | -       | -       | 15           | -            | -            | -            | -            | -            | 29     | 6      | 4      | 19     | 29     | 93     | -64 |

### Andamento in campionato
| Giornata  | 1 | 2 | 3 | 4 | 5 | 6 | 7 | 8 | 9 | 10 | 11 | 12 | 13 | 14 | 15 | 16 | 17 | 18 | 19 | 20 | 21 | 22 | 23 | 24 | 25 | 26 |
| --------- | - | - | - | - | - | - | - | - | - | -- | -- | -- | -- | -- | -- | -- | -- | -- | -- | -- | -- | -- | -- | -- | -- | -- |
| Luogo     | T | C | T | C | T | C | T | C | T | C  | C  | T  | C  | C  | T  | C  | T  | C  | T  | C  | T  | C  | T  | T  | C  | T  |
| Risultato | V | P | N | P | N | P | P | P | P | N  | V  | P  | P  | V  | P  | P  | P  | P  | V  | P  | P  | P  | P  | P  | N  | P  |
| Posizione |   |   |   | 8 |   |   |   |   |   |    |    | 11 |    |    |    |    |    |    |    |    |    |    |    | 12 |    | 12 |

Legenda:

Luogo: C = Casa; T = Trasferta. Risultato: V = Vittoria; N = Pareggio; P = Sconfitta.

### Statistiche delle giocatrici
| Giocatore | Serie A  | Serie A | Serie A     | Serie A    | Coppa Italia | Coppa Italia | Coppa Italia | Coppa Italia | Totale   | Totale | Totale      | Totale     |
| Giocatore | Presenze | Reti    | Ammonizioni | Espulsioni | Presenze     | Reti         | Ammonizioni  | Espulsioni   | Presenze | Reti   | Ammonizioni | Espulsioni |
| --------- | -------- | ------- | ----------- | ---------- | ------------ | ------------ | ------------ | ------------ | -------- | ------ | ----------- | ---------- |